# Caradisiac
Cet article possède un paronyme, voir paradisiaque.
 (septembre 2024).
Caradisiac est un site web francophone consacré à l'automobile  appartenant à la société française Car&Boat Media.

## Histoire
Caradisiac est lancé en juillet 2000 par Cédric Bannel. En mars 2001, le site se rapproche de Procar. En février 2002, Caradisiac intègre le Forum Auto et lance des chaînes thématiques deux ans plus tard. En septembre 2005, Caradisiac est racheté par Spir Communication. En 2007, Caradisiac fusionne avec LaCentrale pour créer Car&Boat Media.
En 2014 : Axel Springer prend le contrôle de Car&Boat Media en rachetant 51 % des parts pour 72 millions d'euros,,.
En 2021, le fonds d'investissement Providence equity rachète le Groupe La Centrale.

## Contenu
Caradisiac propose des contenus autour de la thématique automobile.
Premièrement, l'éditorial propose les actualités autour de l'automobile et de la moto, ainsi que des essais ou encore des faits divers et des enquêtes liés à l'automobile.
Caradisiac propose également des annonces auto et moto, ainsi qu'un forum automobile pour les passionnés de voitures.
Sur le site internet de Caradisiac, on peut également consulter des guides d'achat et trouver des conseils autour de l'automobile (acheter/vendre sa voiture, sécurité routière, entretien…).